# Goianésia
Goianésia – miasto i gmina w Brazylii leżące w stanie Goiás. Gmina zajmuje powierzchnię 1547,27 km². Według danych szacunkowych w 2016 roku miasto liczyło 66 649 mieszkańców. Położone jest około 170 km na północ od stolicy stanu, miasta Goiânia, oraz około 160 km na północny zachód od Brasílii, stolicy kraju. 
Osada na tym obszarze powstała w 1857 roku. W dniu 24 czerwca 1953 roku ówczesna miejscowość została podwyższona do rangi gminy. Wówczas po raz pierwszy pojawia się nazwa Goianésia. W tym czasie region był głównym ośrodkiem produkcji kawy. Innym powodem, który również przyczynił się do lokalnego rozwoju ekonomicznego było zakładanie dużych gospodarstw rolnych. 
W 2014 roku wśród mieszkańców gminy PKB per capita wynosił 16 108,78 reais brazylijskich.